# Flavor Flav
Flavor Flav, de son vrai nom William Jonathan Drayton, Jr., né le 16 mars 1959 à Roosevelt, New York, est un rappeur américain. Il est un des leaders du groupe Public Enemy. Il est facilement reconnaissable à la grosse horloge qu'il porte autour de son cou ainsi qu'à ses chapeaux et lunettes tous plus excentriques les uns que les autres.

## Biographie

### Jeunesse

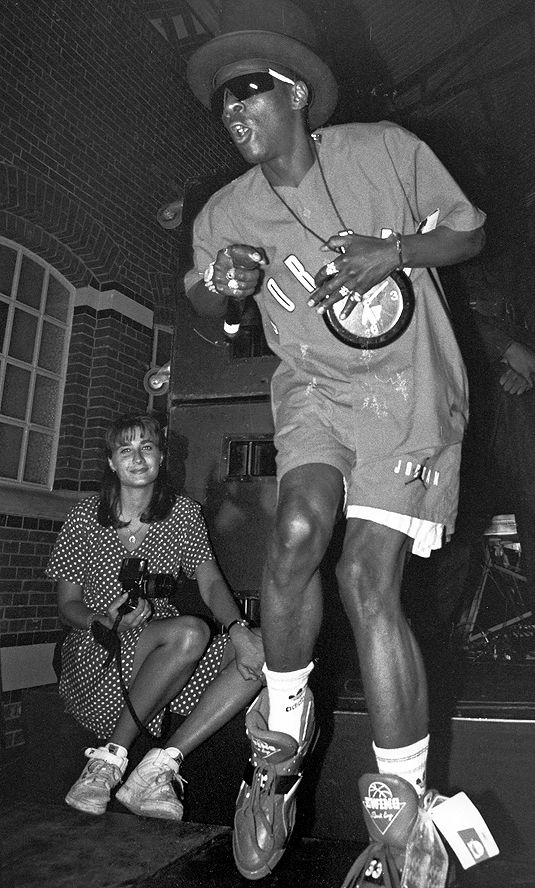
Flav au Slaughterhouse de Malmö, Suède en 1991

Drayton est né le 16 mars 1959 à Roosevelt, New York et a grandi près de Freeport. Il commence à jouer de lui-même du piano à cinq ans. Prodige musical, il chante très tôt dans une chorale à l'église, joue du piano, de la batterie, et de la guitare. Selon Chuck D, il maitrisait 15 instruments.
Petit, il brûle une maison après avoir joué avec un briquet ; à cette période, il abandonne l'école, et est envoyé en prison pour cambriolage. Flav étudie prend des cours de cuisine en 1978, et devient chef dans plusieurs restaurants.
Il étudie à l'Adelphi University de Long Island où il rencontre Carlton Ridenhour, plus tard connu sous le nom de Chuck D. Flavor Flav reprend son nom d'un graffiti. Ils collaborent pour la première fois dans une radio lycéenne locale, puis rappent ensemble. Les deux travailleront également comme livreurs pour le père de Chuck D.

### Carrière musicale
Flav se popularise comme membre fondateur et rappeur du groupe Public Enemy. En 1984, le groupe publie une chanson, Public Enemy #1, qui attire l'attention de l'exécutif du label Def Jam Records, Rick Rubin. Rubin ne comprenait pas le rôle de Flav dans le groupe et cherchait à signer uniquement Chuck D ; cependant, Chuck D insiste pour que Flav soit également signé, et les deux signent chez Def Jam en 1986. Le premier album du groupe, Yo! Bum Rush the Show est publié en 1987. Flav ajoute du comique au style lyrique politique et sérieux de Chuck D.
En 2006, Flav publie son premier album solo homonyme, Flavor Flav.

## Autres apparitions
Flav participe en 2004 à l'émission de téléréalité The Surreal Life où il rencontre l'actrice et chanteuse Brigitte Nielsen. L'année suivante, le duo tient la vedette de l'émission Strange Love. En 2006, il participe à sa propre émission de téléréalité, Flavor of Love, présentée en France par Doc Gynéco sur W9, dans laquelle il cherche une fiancée parmi vingt jeunes femmes. L'émission ne durera que trois saisons, et il ne trouvera pas le véritable amour, puisque selon lui, « les participantes n'étaient que des profiteuses ».
En mai 2005, Flav participe à l'émission de téléréalité The Farm sur la chaîne britannique Channel 5. Le 14 juin 2006, Flav participe au Lisa Tolliver Show,,,.
Le 18 novembre 2009, Flav devient un personnage jouable dans le jeu téléchargeable sur le PlayStation Network Pain. Le 10 mai 2010, il est le Guest Host d'un soir dans l'émission de catch WWE Raw. Aussi, ses apparitions se concluent souvent par un cri : « Yeah Boyeee », présent dans le jeu vidéo DJ Hero.
Flav joue dans l'anthologie Nite Tales et Dark Christmas. Le 14 août 2011, Flav apparaît à la douzième édition des Gathering of the Juggalos. Le 10 janvier 2012, Flav apparaît avec sa fiancée Liz dans l'émission Celebrity Wife Swap. Sa fiancée échange sa place avec Suzette, l'épouse du chanteur de Twisted Sister Dee Snider. Le 5 février 2012, Flav participe à une publicité pour Pepsi avec Elton John au Super Bowl XLVI. De juin à septembre 2012, Flav joue et rappe dans la série Dr. Fubalous.
Flavor Flav a été imité dans la saison 5 de Rupaul’s drag race All Stars par la drag queen Shea Coulée.

## Habitudes
Flavor Flav parle souvent de lui-même à la troisième personne.

## Discographie

### Album studio
- 2006 : Flavor Flav

### Apparitions
- 2010 : 113 feat. Flavor Flav - We Be Hot (Universal)

## Jeux vidéo
- 2004 : Def Jam: Fight for NY
- 2006 : Def Jam: Fight for NY - The Takeover

## Filmographie
Flavor Flav apparaît dans le film New Jack City comme DJ dans la boîte de nuit que fréquente Nino et ses acolytes 
- 1993 : Who's the Man? de Ted Demme